# آزادسازی آتروپاتکان
آزادسازی آتروپاتکان به سری اقداماتی گفته می‌شود که آرباس سومین پادشاه آتروپاتکان علیه سلوکیان انجام داد وباری آتروپاتکان را از زیرسلطه سلوکیان در آورد
آرباس با کمک و پشتیبانی پادشاه آران پس از مرگ برادرش آرته بازان به علت زیاده روی در مصرف مشروب به آتروپاتکان رفت در آن زمان سلوکیان در حال مشورت برای انتخاب پادشاه و دست نشانده جدیدشان بودند قبل از اینکه یونانیان فکرش را بکنند آرباس سپاه بزرگی متشکل از نیروهای مردمی و سپاهیان آتروپاتکانی تحت سلطه سلوکی جمع‌آوری کرد و به جنگ با سلوکیان پرداخت این جنگ شش سال طول کشید به طوری که قسمت شرقی آتروپاتکان به دست آرباس افتاد و قسمت شرقی به دست یونانیان (سلوکیان) افتاد اما آرباس توانست درششمین سال نبرد بالاخره آرباس پس از تلاش‌های مداوم توانست تورس را تسخیر کند او ابتدا به خاطر استقامت تورس نمی‌توانست این شهر را تسخیر کند اما با کمک مردمان شهر تورس و حمایت آنان توانست شهر تورس را تصرف کرده و سپاهیان سلوکی را شکست بدهد او پس از این ه پاکسازی سلوکیان پرداخت و سپاهیان یونانی که درسراسر آتروپاتکان پراکنده بودند و به اذیت مردم می‌پرداختند را از آتروپاتکان بیرون کرد